# 盛岡貨物ターミナル駅
盛岡貨物ターミナル駅（もりおかかもつターミナルえき）は、岩手県盛岡市永井にある日本貨物鉄道（JR貨物）東北本線の貨物駅である。

## 歴史
- 1974年（昭和49年）
  - 7月20日：国鉄東北本線の貨物駅として開業[1]。
    - 東北新幹線工事による盛岡駅建替に伴い、これまで同駅構内にあった貨物設備を移転する形で新設された。

  - 10月1日：小荷物の取扱を開始。
- 1978年（昭和53年）8月1日：小荷物の取扱を廃止。
- 1981年（昭和56年）10月1日：日本オイルターミナル盛岡営業所開業。
- 1987年（昭和62年）4月1日：国鉄分割民営化によりJR貨物の駅となる。
- 1999年（平成11年）4月：盛岡貨物ターミナル駅と盛岡機関区の貨車検修部門等を統合し、盛岡総合鉄道部[2]を設置。
- 2001年（平成13年）12月1日：仙台港駅との間で石油輸送高速貨物列車の運行を開始。
- 2006年（平成18年）11月15日：「TOYOTA LONGPASS EXPRESS」運行開始。
- 2011年（平成23年）3月18日：東北地方太平洋沖地震（東日本大震災）被災に伴い不通となった東北本線・常磐線の代替として、タキ38000により当駅を着地として往路基準で4月19日までの32日間、根岸発、新潟・青森経由の迂回燃料輸送を実施。
- 2024年（令和6年）3月：総合事務所の建て替えが完了[3]。
  - JR貨物の駅事務所のほか、利用運送事業者5社の事務所も集約して入居することとし、コンテナと一般トラックの積替ステーションの建設用地を捻出[3]。
- 2025年（令和7年）2月1日：構内にコンテナと一般トラックの積替ステーションを開設[4]。

## 駅構造
地上駅。駅構内は南北に通る本線の西側に1キロメートルほど続いている。
構内の北側にはコンテナホーム（コンテナヤード）が2面4線設置され、留置線や仕分け線も敷設されている。ホームの西側には日本オイルターミナル盛岡営業所が設置され、その石油荷役設備へ続く側線も敷設されている。
構内の南側は、本線との分岐点や着発線がある。着発線は上下2本ずつあり、上下本線の内側に敷設されている。これらの着発線からホームなどへ向かう側線が分岐している。なお、側線と下り本線が平面交差しないように、交差部分の下り本線は高架線となっている。
駅舎はホームのさらに北側に置かれている。2024年（令和6年）3月には2階建ての新たな総合事務所に建て替えられ、駅事務所のほか、利用運送事業者5社の事務所も集約されて入居した。乗務員基地の青森総合鉄道部盛岡貨物ターミナル派出や、盛岡総合鉄道部の貨車検修部門、線路等の施設の維持保全を行う盛岡メンテナンスステーションも置かれている。全貨物列車が当駅で運転士交代を行っている。
入換用機関車として、愛知機関区に所属するDD200形ディーゼル機関車が常駐している。

## 取扱う貨物の種類
当駅は、コンテナ貨物と車扱貨物の取扱駅である。
コンテナ貨物は、JR規格の12 ft・20 ft・30 ftのコンテナと、ISO規格の20 ft海上コンテナを取り扱っている。取扱品目で多いのは、発送貨物が米、積合わせ貨物（郵便物・宅配便など）、線材、合板で、到着貨物が清涼飲料水、紙、食料工業品、化学工業品である。また、産業廃棄物・特別管理産業廃棄物の取扱許可を得ており、これらが入ったコンテナの取り扱いが可能である。
車扱貨物は、駅構内の日本オイルターミナル盛岡営業所へ送られるガソリンなどの石油製品を取り扱う。石油製品は、仙台北港駅（ENEOS仙台製油所）から輸送される。
なお2010年3月ダイヤ改正時より、国土交通省関東地方整備局が推進するモデル事業の一環として、全国初となる「貨物駅内にある内陸の通関物流基地（インランド・デポ）」を当駅に新設（実施期間は翌2011年3月改正時まで、費用は最大約3億4500万円）。東北各地から輸出入貨物を当駅に集め、京浜港（東京貨物ターミナル駅）との間で鉄道輸送を行う。運用はJR貨物の子会社「JR貨物インターナショナル」が行い、当駅内に保税地域を設け、集配に加え新たに輸出入貨物の通関・保管も行う。
当事業には二酸化炭素排出量削減及びドライバーの長距離運転負担軽減の観点から、輸出入貨物もトラックから鉄道へシフトさせる「モーダルシフト」推進という狙いがある（2009年12月12日付、岩手日報朝刊1面及び2面記事にて報道）。

## 貨物列車
（2014年3月15日現在）
高速貨物列車（コンテナ輸送列車）
下り列車は1日5本（うち当駅終着が3本）、上り列車は1日8本（うち当駅始発が2本）停車する。行き先は下りが八戸貨物駅・東青森駅、上りが仙台貨物ターミナル駅・隅田川駅・東京貨物ターミナル駅・名古屋貨物ターミナル駅・名古屋南貨物駅（列車名「TOYOTA LONGPASS EXPRESS」）などである。
この他、当駅から安治川口駅まで福山通運専用貨物列車「福山レールエクスプレス号」が運行されている。
高速貨物列車（石油輸送列車）
仙台北港駅との間に1日1往復運行されている。タキ1000形のみで編成されている。
専用貨物列車（石油輸送列車）
仙台北港駅との間に1日1往復運行されている。
上記のほか、臨時列車も設定されている。

## 利用状況
- 2005年度の発送貨物は110,182トン、到着貨物は597,526トンであった。

## 1985年時の常備貨車
- 日本オイルターミナル所有
  - タキ45000形（石油類（ガソリン除く）専用）20両
  - タキ35000形（ガソリン専用）85両

「昭和60年版私有貨車番号表」『トワイライトゾーンMANUAL13』ネコ・パブリッシング、2004年

## 集配エリア
トラック集配エリアは二戸・久慈地域を除いた岩手県内全域である。主に盛岡市中央卸売市場、盛岡中央郵便局、トヨタ自動車東日本岩手工場、その他県内企業の配送センターや宅配便集配センターなどへコンテナ単位で集荷している。なお二戸・久慈地域は当該地域への郵便物を除き八戸貨物駅の担当である。

## 駅周辺
- 岩手飯岡駅
- 盛岡市中央卸売市場
- 盛岡南公園球技場
- 東北自動車道盛岡南インターチェンジ

## 隣の駅
東日本旅客鉄道（JR東日本）
東北本線
矢幅駅 - 盛岡貨物ターミナル駅 - 岩手飯岡駅